# Epsilon Telescopii
ε Telescopii (Epsilon Telescopii; kurz ε Tel) ist mit einer scheinbaren Helligkeit von 4,53m der dritthellste Stern des nur am Südhimmel sichtbaren Sternbilds Teleskop. Dennoch erscheint der orangefarben leuchtende Stern dem bloßen Auge relativ lichtschwach. Nach im Dezember 2020 veröffentlichten Auswertungen der Messergebnisse der Raumsonde Gaia ist der Stern etwa 406 Lichtjahre von der Erde entfernt. Er ist wohl ein Einzelstern.
Der Stern hat die Hauptreihe bereits verlassen und ist nun ein Riesenstern der Spektralklasse K0. Er zeigt einen Infrarotexzess, so dass er von einer Staubscheibe umgeben sein dürfte. ε Telescopii besitzt etwa 22 Sonnendurchmesser und seine Oberfläche ist mit einer effektiven Temperatur von knapp 5000 Kelvin etwas kühler als die Sonne. Er hat einen etwa 13,0m hellen optischen Begleiter, der im Jahr 1999 etwa 16,4 Bogensekunden von ihm entfernt stand und wesentlich weiter, nämlich circa 3540 Lichtjahre, von der Erde entfernt ist.